# Шапель-лез-Эрлемон
Шапе́ль-лез-Эрлемо́н (фр. Chapelle-lez-Herlaimont, валлон. El Tchapele / Èl Tchapèle) — коммуна в Валлонии, расположенная в провинции Эно, округ Шарлеруа. Принадлежит Французскому языковому сообществу Бельгии. На площади 18,10 км² проживают 14 022 человека (плотность населения — 775 чел./км²), из которых 47,41 % — мужчины и 52,59 % — женщины. Средний годовой доход на душу населения в 2003 году составлял 10 659 евро.
Почтовый код: 7160. Телефонный код: 064.